# Кесовское сельское поселение
Ке́совкое се́льское поселе́ние — муниципальное образование в составе Кесовогорского района Тверской области. На территории поселения находятся 40 населенных пунктов.
Администрация поселения располагается в пгт. Кесова Гора.

## Географические данные
- Общая площадь: 184,8 км²
- Нахождение: северная часть Кесовогорского района
  - Граничит:
    - на севере — с Сонковским районом, Григорковское СП и Койское СП
    - на востоке — с Феневским СП и Никольским СП
    - на юге — с посёлком Кесова Гора, Елисеевским СП и Стрелихинским СП
    - на западе — с Лисковским СП.

Главные реки — Кашинка, Малява, Ильма.

Поселение пересекает автодорога «Бежецк—Кесова Гора—Кашин» и железная дорога «Москва—Сонково—Санкт-Петербург».

## История
Образовано в 2005 году, включило в себя территорию Кесовского и часть Горкоширятского сельских округов.

## Население
| 2005 | 2010 | 2011 | 2012 | 2013 | 2014 | 2015 |
| ---- | ---- | ---- | ---- | ---- | ---- | ---- |
| 935  | ↘774 | ↗779 | ↘778 | ↘763 | ↗774 | ↗793 |
| 2016 | 2017 | 2018 | 2019 | 2020 | 2021 |      |
| ↗801 | ↘783 | ↘756 | ↘733 | ↗738 | ↗757 |      |

На 2008 год — 945 человек.
Национальный состав: русские.

## Населенные пункты
На территории поселения находятся следующие населённые пункты:
| №  | Тип нп | Название             | Население (2008 год) |
| -- | ------ | -------------------- | -------------------- |
| 1  | дер.   | Болково              | 4                    |
| 2  | дер.   | Бычково              | 19                   |
| 3  | дер.   | Василисово           | 122                  |
| 4  | дер.   | Васильково           | 0                    |
| 5  | дер.   | Власьево             | 1                    |
| 6  | дер.   | Гончарка             | 0                    |
| 7  | дер.   | Глухово              | 2                    |
| 8  | дер.   | Дурасово             | 37                   |
| 9  | дер.   | Дягилево             | 5                    |
| 10 | дер.   | Захарьино            | 6                    |
| 11 | дер.   | Золотково            | 2                    |
| 12 | дер.   | Ильинское            | 18                   |
| 13 | дер.   | Каюшево              | 13                   |
| 14 | дер.   | Лукино               | 29                   |
| 15 | дер.   | Мещёра               | 7                    |
| 16 | дер.   | Нешуткино            | 19                   |
| 17 | дер.   | Петровское           | 142                  |
| 18 | дер.   | Поповка              | 4                    |
| 19 | дер.   | Поцепы               | 25                   |
| 20 | дер.   | Прощи                | 0                    |
| 21 | пос.   | Речной               | 106                  |
| 22 | дер.   | Роща                 | 14                   |
| 23 | дер.   | Софоново             | 9                    |
| 24 | дер.   | Столбовская Горка    | 1                    |
| 25 | дер.   | Стрелки              | 4                    |
| 26 | дер.   | Столбово             | 63                   |
| 27 | дер.   | Фёдово               | 6                    |
| 28 | дер.   | Фролово              | 55                   |
| 29 | дер.   | Фролово Золотковское | 0                    |
| 30 | дер.   | Хорышово             | 37                   |
| 31 | дер.   | Чириково             | 25                   |
| 32 | дер.   | Горка Золотковская   | 0                    |
| 33 | дер.   | Горка Ширятская      | 133                  |
| 34 | дер.   | Игольники            | 12                   |
| 35 | дер.   | Лаврово              | 0                    |
| 36 | дер.   | Олочино              | 3                    |
| 37 | дер.   | Таскаиха             | 10                   |
| 38 | дер.   | Никулино             | 6                    |
| 39 | дер.   | Тетерино             | 2                    |
| 40 | дер.   | Ширятино             | 4                    |

## История
С образованием губерний в 1708 году территория поселения входит в Углицкую провинцию Санкт-Петербургской, затем (с 1727 года) в Московской губернии. С образованием в 1796 году Тверской губернии основная часть территории поселения вошла в Кашинский уезд, западная часть — в Бежецкий уезд. В 1927 году Кашинский уезд был упразднен и вся территория поселения относится к Бежецкому уезду.

В 1929 году Тверская губерния ликвидирована и территория поселения вошла во вновь образованный Кесовский (Кесовогорский) район Московской области. С 1935 по 1990 год территория поселения относится к Кесовогорскому району Калининской области (кроме 1962—1965 годов, когда территория входила в Кашинский район). С 1990 — в Тверской области, Кесовогорский район.

## Археология
С северной стороны деревни Олочино на левом берегу реки Малява находится могильник фатьяновской культуры на Олочинской горе.

## Известные люди
В деревне Поповка Золотковская родился Герой Советского Союза Иван Петрович Кузнецов.